# Trichopeltarion pezzutoi
Trichopeltarion pezzutoi is een krabbensoort uit de familie van de Trichopeltariidae. De wetenschappelijke naam van de soort is voor het eerst geldig gepubliceerd in 2005 door Tavares & Melo.